# Крістофер Робін (фільм, 2018)
«Крі́стофер Ро́бін» (англ. «Christopher Robin») — пригодницький фільм режисера Марка Форстера, заснований на книгах Алана Мілна про Вінні-Пуха.
Прем'єра стрічки в США відбулась 30 липня 2018 року. В Україні картина вийшла в прокат  2 серпня 2018 року.

## Сюжет
Улюблений герой кількох поколінь Крістофер Робін на порозі грандіозної пригоди! Хлопець виріс і тепер у його світі немає місця для польоту фантазії та нескінченних ігор — бізнес відбирає Крістофера навіть у власної родини. Та одного дня все зміниться… Несподівано у його житті з'являється друг дитинства — неповторний Вінні Пух…

## У ролях

### Люди
- Юен Макгрегор — Крістофер Робін
- Гейлі Етвелл — Евелін Робін, дружина Крістофера
- Бронте Кармайкл — Медлін Робін, дочка Крістофера
- Марк Ґетісс — Джайлз Пролазлоу-молодший, начальник Крістофера
- Олівер Форд Девіс[en] — Джайлз Пролазлоу, батько Джайлза
- Роджер Ештон-Гріффітс[en] — Ральф Баттерворт
- Трістан Старрок[en] — Алан Александер Мілн
- Метт Беррі — поліцейський

### Тварини, озвучення
- Джим Каммінгс — Вінні Пух / Тигрик
- Бред Гарретт[en] — Віслючок
- Нік Мохаммед — Поросятко
- Пітер Капальді — Кролик
- Софі Оконедо — Канга
- Сара Шин — Ру
- Тобі Джонс — Сова

## Український дубляж
- Іван Розін — Крістофер Робін
- Катерина Качан — Евелін Робін, дружина Крістофера
- Ксенія Лук'яненко — Медлін Робін, дочка Крістофера
- Михайло Войчук — Джайлз Пролазлоу, начальник Крістофера
- Дмитро Завадський — Ведмежатко Вінні
- Юрій Коваленко — Тигрик
- Олександр Ігнатуша — Віслючок
- Євген Малуха — Поросятко
- Микола Луценко — Кролик
- Євген Лунченко — Сова
- Олексій Сморигін — Ру
- Лариса Руснак — Кенга
  - А також: Єгор Орлов, Володимир Ніколаєнко, Юрій Висоцький, Михайло Кришталь, Максим Кондратюк, Валентина Сова, В'ячеслав Ніколенко, Сергій Чуркін, Олександр Завальський, Вікторія Хмельницька, Ілона Бойко, Катерина Башкіна-Зленко, Дмитро Рассказов-Тварковський, В'ячеслав Дудко, Роман Солошенко, Сергій Солопай, Людмила Суслова, Сергій Петько, Джемма Булковська, Олександр Сморигін  та інші.

Фільм дубльовано студією «Le Doyen» на замовлення компанії «Disney Character Voices International» у 2018 році.
- Режисер дубляжу — Анна Пащенко
- Перекладач тексту та пісень — Роман Дяченко
- Музичний керівник — Тетяна Піроженко
- Диктор — Василь Мазур
- Мікс-студія — Shepperton International
- Творчий консультант — Maciej Eyman

## Виробництво
Зйомки фільму почалися в серпні 2017 року у Великій Британії і завершилася 4 листопада 2017 року.

## Рекламна кампанія
5 березня 2018 року був опублікований тизер-постер фільму, а на наступний день відбувся вихід першого трейлера до картини.
22 і 24 травня 2018 року були випущені два нових постера. 25 травня 2018 року на «Шоу Елен Дедженерес» був продемонстрований повноцінний трейлер до стрічки.

## Нагороди та номінації
| Список нагород та номінацій фільму | Список нагород та номінацій фільму | Список нагород та номінацій фільму | Список нагород та номінацій фільму                       | Список нагород та номінацій фільму | Список нагород та номінацій фільму |
| Кінофестиваль/Кінопремія           | Рік                                | Категорія                          | Номінант(и)                                              | Результат                          | Дж                                 |
| ---------------------------------- | ---------------------------------- | ---------------------------------- | -------------------------------------------------------- | ---------------------------------- | ---------------------------------- |
| Премія «Оскар»                     | 24.02.2019                         | Найкращі візуальні ефекти          | Крістофер Лоуренс, Майкл Імс, Тео Джонс та Крис Корбоулд | Номінація                          | [ 9 ]                              |